# قسمت آزمایشی
قسمت آزمایشی یا سربرنامه یا سربرنامه تلویزیونی (به انگلیسی: Television pilot) (همچنین به عنوان پایلوت یا قسمت پایلوت نیز شناخته می‌شود و گاهی به عنوان یک فیلم تلویزیونی به بازار عرضه می‌شود) یک قسمت مستقل از یک مجموعه تلویزیونی است که به صورت آزمایشی ساخته می‌شود تا احتمال موفقیت مجموعه مشخص گردد و شبکه تلویزیونی شروع ساخت آن را قبول کند. مجله ورایتی تخمین زده‌است که تنها کمی بیش از یک‌چهارم قسمت‌های آزمایشی ساخته شده، به ساخت کامل سریال منتهی می‌گردد، هرچند ممکن است این رقم کمتر نیز باشد.
بیشتر قسمت‌های آزمایشی که موفق نمی‌شوند، هرگز پخش نمی‌شوند. در صورت موفقیت، قسمت آزمایشی معمولاً به عنوان قسمت اول سریال نمایش داده می‌شود.